# مويرا ماك تاغرت
مويرا ماك تاغرت هي شخصية خيالية في مارفل كومكس من ابتكار كريس كليرمونت وديف كوكروم،ظهرت لأول مرة في ديسمبر 1975.